# Jan Wehrens

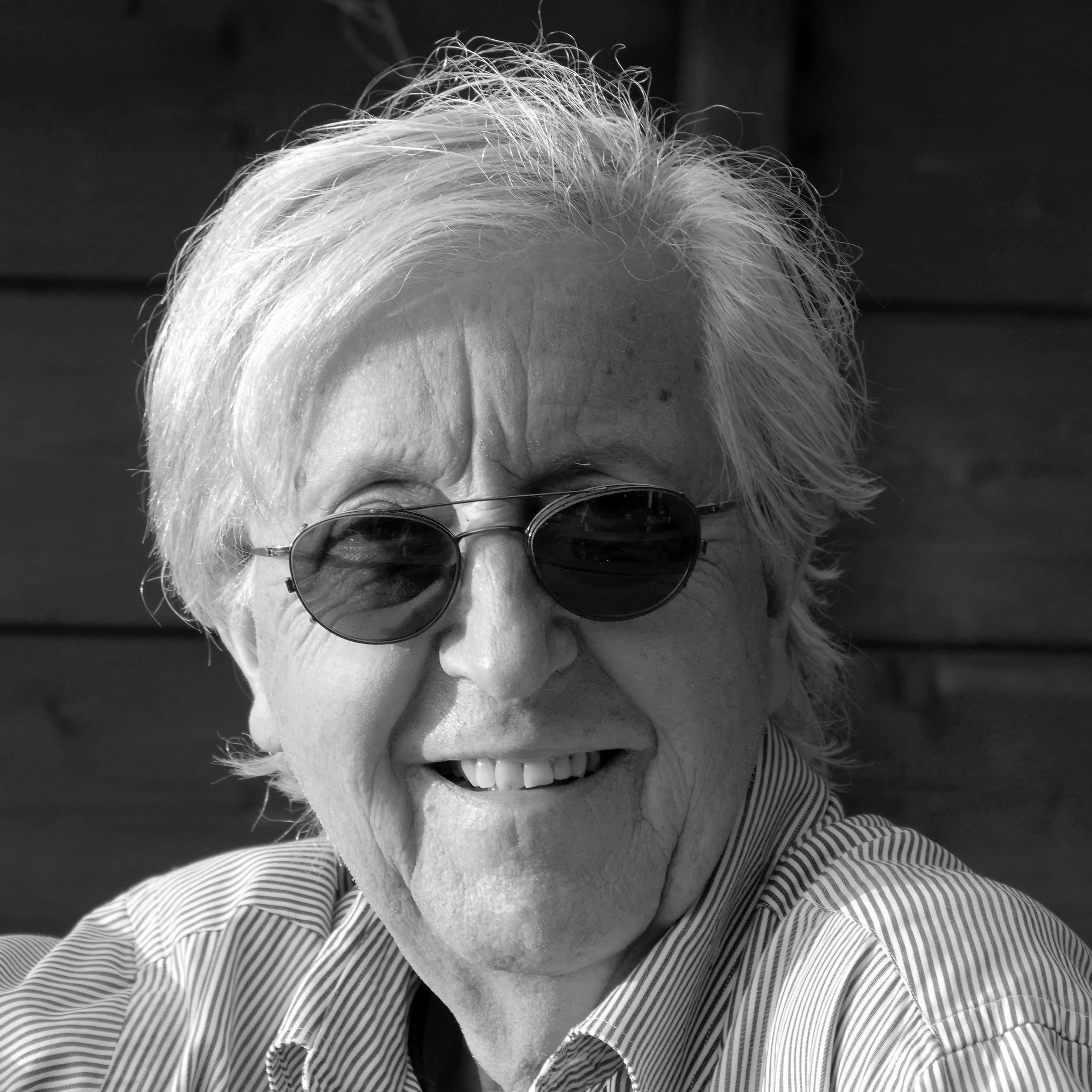
Jan Wehrens 2016

Jan Wehrens (* 1945 in Sittard, Niederlande; † 19. Dezember 2023 in München) ist ein holländischer Künstler, der in München gelebt hat.

## Leben

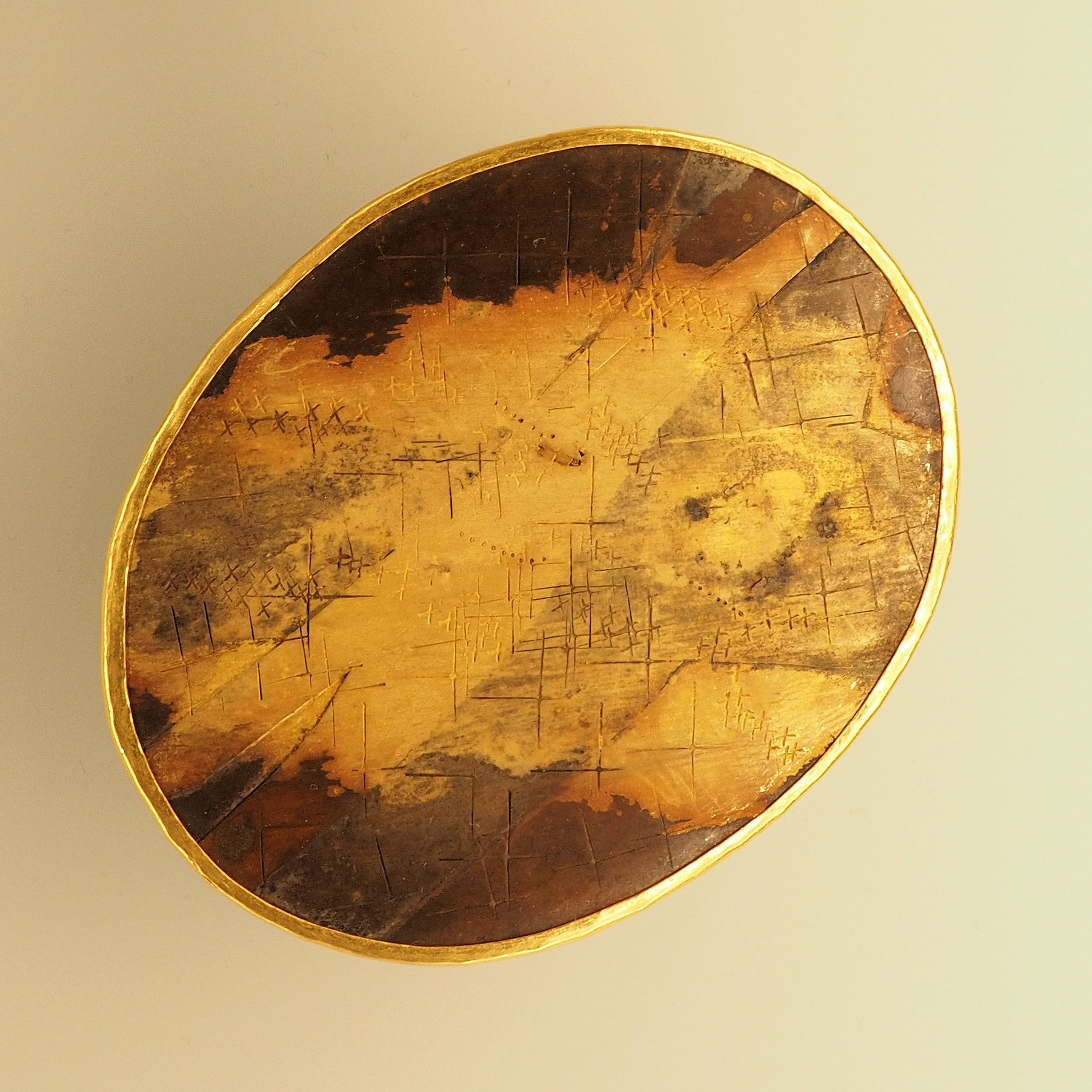
Brosche, 1979, Pinakothek der Moderne, Danner Rotunde, München

Von 1964 bis 1969 studierte Jan Wehrens an der Akademie für angewandte Kunst in Maastricht. Von 1972 bis 1979 besuchte er die Akademie der Bildenden Künste München. Er studierte Bildhauerei und Goldschmiedekunst in der Klasse von Hermann Jünger und schloss 1979 mit Diplom ab. Er arbeitete in München als Goldschmied, Bildhauer und Zeichner.
An der Kunstakademie hat Jan Wehrens viel mit Eisen, Tombak und Feuervergoldung gearbeitet und durch Oberflächenbearbeitung zeichnerische Effekte erzeugt. Schon während des Studiums hat sich Jan Wehrens auch mit Bildhauerei beschäftigt. Er studierte einige Semester bei Hans Ladner und war von Robert Jacobsen beeinflusst. Nach der Studienzeit verwendete er hauptsächlich Edelstahl, vorzugsweise in Form von massivem Vierkantprofil in unterschiedlichen Stärken. Helmut Bauer ordnet seinen Stil als „vom Konstruktivismus geprägt“ ein.

Seit 2004 arbeitete er zunehmend figurativ und erstellte zahlreiche groß dimensionierte Broschen.

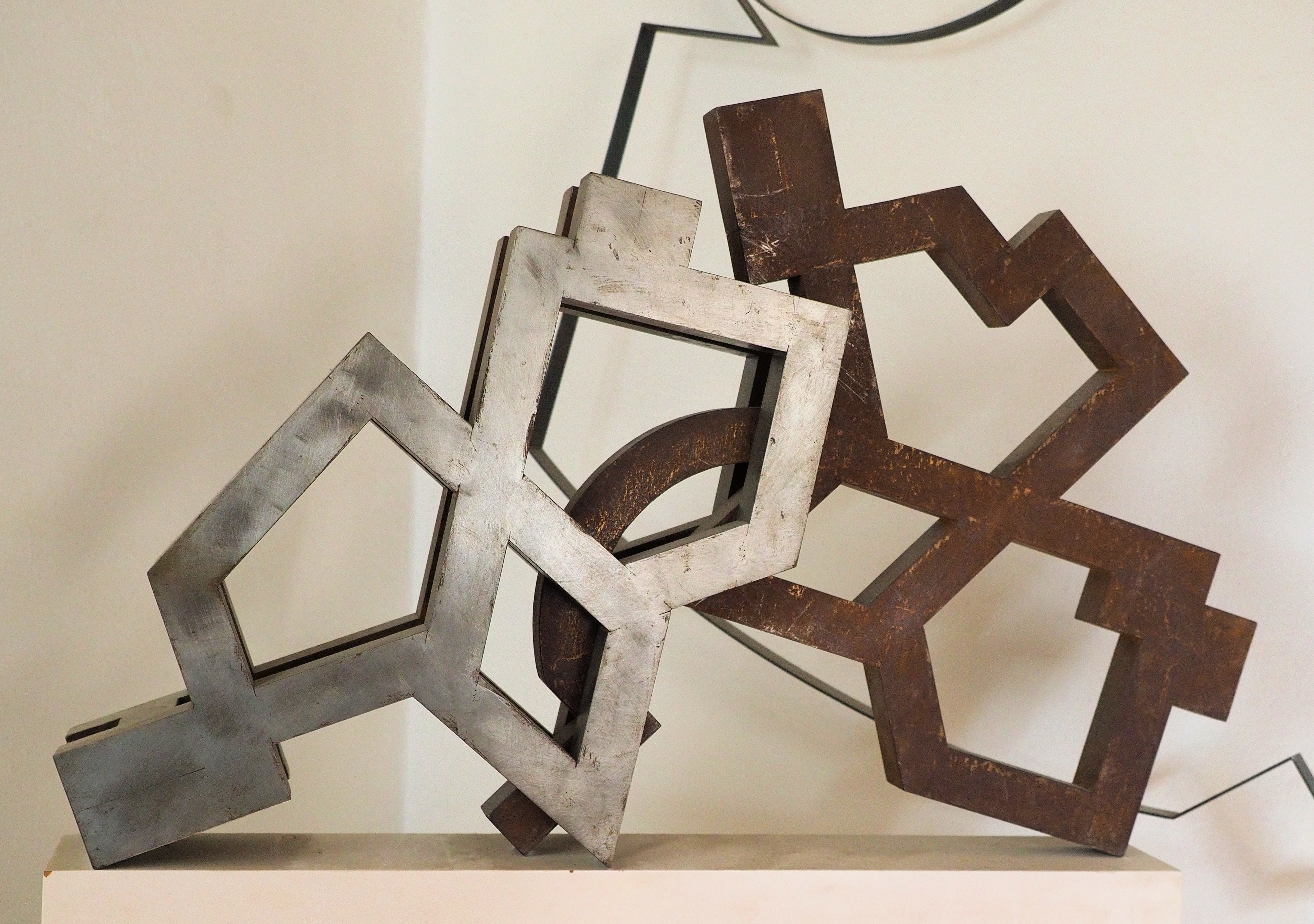
Skulptur, 1987–1988, Stahl, 42 × 61 × 9 cm

## Auszeichnungen
- 1980 Herbert-Hofmann-Preis, Internationale Handwerksmesse München[5]
- 1985 Stipendium der Prinzregent-Luitpold Stiftung, München
- 1985 Preis des Kunstverein Rosenheim für Skulptur
- 1990 Förderpreis für Bildende Kunst der Landeshauptstadt München[6]

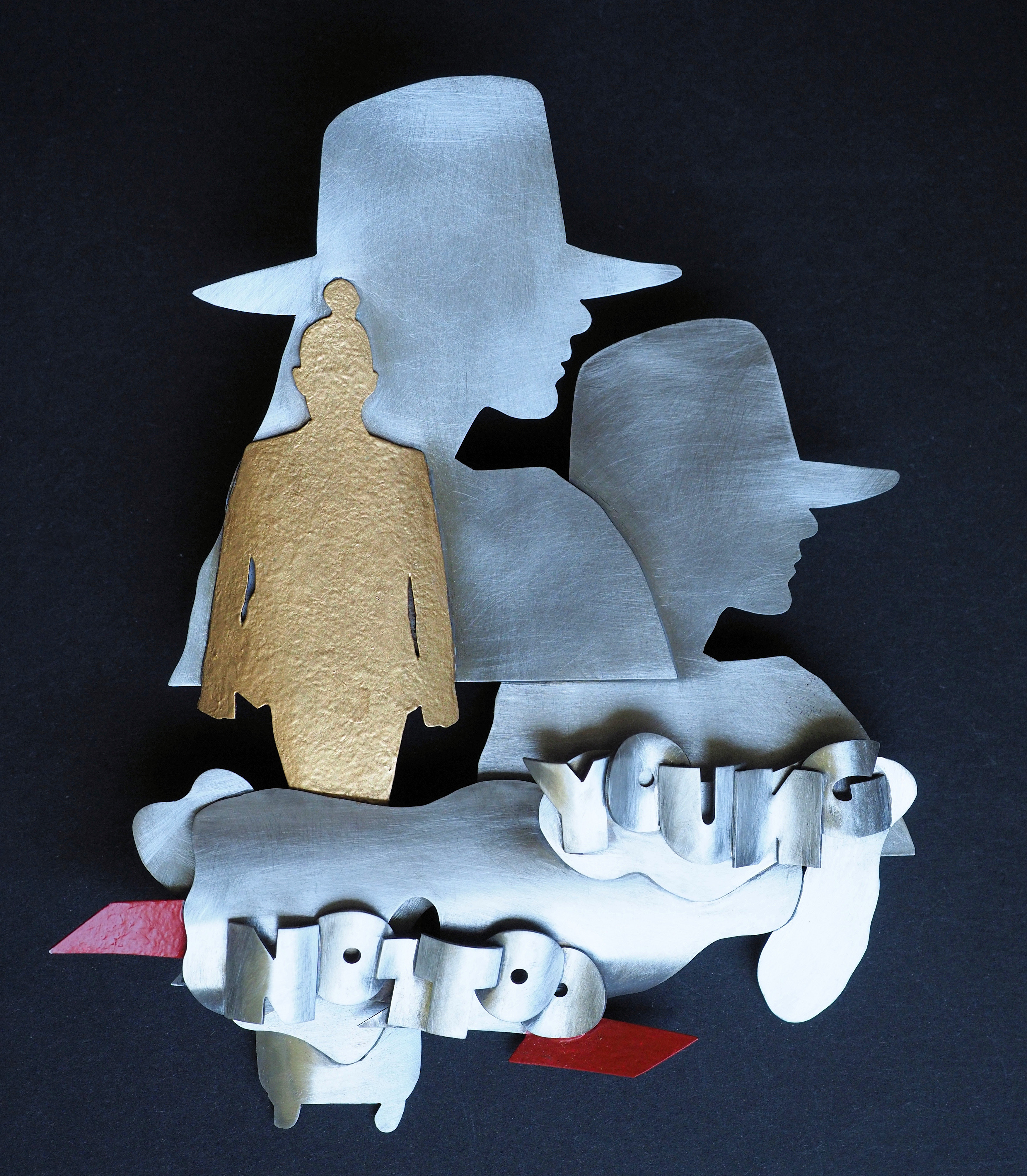
Brosche, 2011, Not too young, ca. 25 × 17 cm

## Ausstellungen
- 1979 Goldschmiede dieser Zeit. Körper - Schmuck - Zeichen - Raum. Kestner-Gesellschaft, Hannover[7]
- 1982 Abwicklungen, Jan Wehrens, Lenbachhaus München
- 1984 The Americas, Australia, Europe and Japan 1984 Contemporary Jewelry, The National Museum of Modern Art, Tokyo
- 1985 Sabine Straub, Jan Wehrens, Großskulpturen Künstlerhaus am Lenbachplatz, München
- 1987 Joieria Europea Contemporània, Museu del Disseny de Barcelona[8]
- 1989 ORNAMENTA 1. Internationale Schmuckkunst, Schmuckmuseum, Pforzheim
- 1992 Jan Wehrens Schmuck und Plastik 1979–1992 Bayerischer Kunstgewerbeverein, Galerie für angewandte Kunst
- 2000 Outside-Inside Kunstbunker Tumulka, München, 15 Räume, Video-Skulptur-Neon-Foto
- 2000 Alles Schmuck, Sammlung Inge Asenbaum, Museum für Gestaltung Zürich, Schweiz,
- 2004 Schmuck in der Pinakothek der Moderne, Die Neue Sammlung Danner-Rotunde, Pinakothek der Moderne, München[9]
- 2008 Salon, Museum het Domein, Sittard, Holland[10]
- 2015 Beautiful Mind, Lutherhaus Wittenberg, Kunststiftung Sachsen-Anhalt[11]
- 2022 Kunstgewerbemuseum Berlin. Neuer Schmuck für das Kunstgewerbemuseum: Broschen und Anhänger des Künstlers Jan Wehrens[12]

## Sammlungen (Auswahl)
- Dallas, Dallas Museum of Art[13]

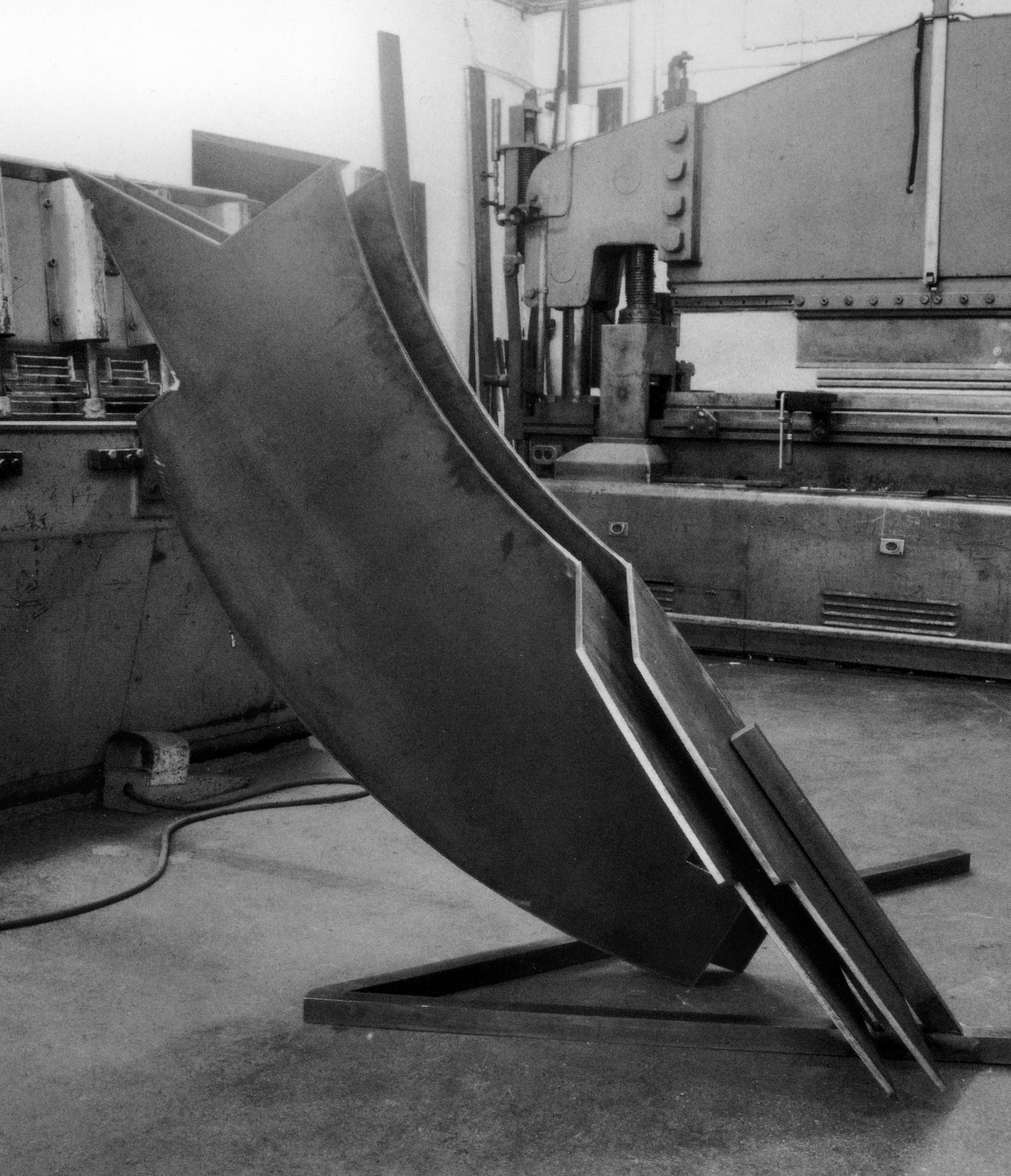
Skulptur, 1995, Stahlblech 1 cm, 128 x 378 x 147 cm

- Kunstsammlung des Europäischen Patentamts[14]
- Sammlung des Schmuckmuseums Pforzheim[15]